# Samia cynthia
Samia cynthia, jedwabniczka wschodnia, jedwabnik japoński – owad z rzędu motyli, z rodziny pawicowatych (Saturnidae).

## Wygląd
Rozpiętość skrzydeł 113-125 mm. Skrzydła oliwkowo-brązowe z żółto-białymi plamami. Na przednich skrzydłach sierpowate wycięcia.
Odwłok biały. Czułki pierzaste. Rodzaj uplamienia zależy od odmiany.

### Gąsienica
Biało-błękitna do seledynowej. Na całym ciele wypustki. Żeruje na ligustrze, bożodrzewie, magnolii, forsycji, bzie, czy orzechu, w hodowli czasem karmiona sałatą. Gąsienice robią białe oprzędy między gałązkami, gdzie też następuje przepoczwarczenie.

## Rozmieszczenie i środowisko
Pierwotnie zamieszkiwała tylko Chiny i Koreę. Introdukowana m.in. w południowo-zachodniej Europie, Japonii i USA.

## Pojaw imago
W naturze maj i czerwiec, w hodowlach cały rok. Motyle są aktywne nocą. Nie pobierają pokarmu.

## Hodowla i odmiany
Rodzaj Samia sp. obejmuje wiele gatunków i podgatunków. Najczęściej hodowaną odmianą w Polsce jest Samia cynthia sp. ricini.
Jest najbardziej rozpowszechnionym motylem w polskiej terrarystyce. Podczas hodowli tego gatunku należy pamiętać o dostarczaniu co pewien czas świeżego materiału genetycznego, inaczej może to spowodować efekt hodowli wsobnej – różnego rodzaju mutacje genetyczne, niezdolność motyli do rozprostowywania skrzydeł itp.